# クマンドゥ人
クマンドゥ人（クマンドゥじん、ロシア語: Кумандинцы;  英語: Kumandins）とは、ロシア連邦アルタイ共和国、アルタイ地方およびケメロヴォ州に居住するアルタイ人の一派である。

## 概要
クマンドゥ人は、ロシアのアルタイ共和国北部やアルタイ地方、ケメロヴォ州に居住しているアルタイ人の一派である。「タイガの民」を自称する。クマン人の子孫であるとされている。北アルタイ語のクマンドゥ方言を話す。